# Mastacembelus oatesii
Mastacembelus oatesii és una espècie de peix pertanyent a la família dels mastacembèlids.

## Descripció
- Fa 37 cm de llargària màxima.
- Nombre de vèrtebres: 79-80.
- 34 espines i 48-56 radis tous a l'aleta dorsal.
- 46-60 radis tous a l'aleta anal.[5][6]

## Hàbitat
És un peix d'aigua dolça, demersal i de clima tropical.

## Distribució geogràfica
Es troba a Àsia: és un endemisme del llac Inle (Myanmar).

## Observacions
És inofensiu per als humans.